# Nestori Toivonen
Nestori Toivonen (n. 25 martie 1865, Jämsä, Marele Principat al Finlandei, Imperiul Rus – d. 6 aprilie 1927, Sakkola⁠(d), Finlanda) a fost un trăgător de tir ce a reprezentat Finlanda, medaliat olimpic. A participat la 2 ediții ale Jocurilor Olimpice (1912, 1920) în care a câștigat o medalie de argint și 3 medalii de bronz.